# 控制策略
控制策略是指在商業或是管理上，在不同的条件下，为达到特定的目的，要采取的不同的控制规则或对策。